# Rispiger Eisenhut
Der Rispige Eisenhut oder Rispen-Eisenhut (Aconitum degenii subsp. paniculatum) war eine Unterart der Pflanzenart Degens Eisenhut (Aconitum degenii) aus der Gattung Eisenhut (Aconitum) in der Familie der Hahnenfußgewächse (Ranunculaceae). Es stellte sich heraus, dass es nur ein Synonym von Aconitum degenii ist.
Historische Informationen, da es sich herausgestellt hat, dass es nur ein Synonym ist:

## Beschreibung

### Vegetative Merkmale
Der Rispen-Eisenhut wächst als sommergrüne, ausdauernde krautige Pflanze und erreicht Wuchshöhen von 40 bis 300 Zentimetern. Der aufrechte oder überhängende Stängel ist ausgebreitet verzweigt. Die oberen Stängelteile sind die klebrig, flaumig-drüsig behaart. Die wechselständig am Stängel verteilt angeordneten Laubblätter besitzen unterseits eine deutliche Netznervatur.

### Generative Merkmale
Die Blütezeit reicht von Juli bis September. Der Blütenstand ist wenig bis stark verzweigt. Die Vorblätter sind fädlich lineal. Die Blütenstiele sind abstehend behaart, die oberen teilweise drüsig. Die zygomorphen Blüten sind blauviolett und auf dem Rücken drüsig behaart. Der Helm ist höchstens so hoch als breit. Die gebogenen Nektarien erreichen den Helmgipfel und der Stiel der Nektarblätter ist gebogen. Die drei bis fünf Fruchtblätter sind kahl. Die Samen sind braun.
Die Chromosomenzahl beträgt 2n = 16 oder 32.

## Vorkommen
Für den Rispen-Eisenhut wurden Fundorte in Österreich, im südlichen Deutschland, in der Schweiz, im nordwestlichen früheren Jugoslawien, nördlichen Italien und südöstlichen Frankreich angegeben.
Auf den Rispen-Eisenhut kann man in Schluchten und Grauerlenwäldern subalpiner Hochstaudenfluren treffen. Er gedeiht in Pflanzengesellschaften der Verbände Fagion, Tilio-Acerion, Adenostylion oder im Alnetum incanae des Verbands Alno-Ulmion.
Die ökologischen Zeigerwerte nach Landolt et al. 2010 sind in der Schweiz: Feuchtezahl F = 4w (sehr feucht aber mäßig wechselnd), Lichtzahl L = 3 (halbschattig), Reaktionszahl R = 3 (schwach sauer bis neutral), Temperaturzahl T = 2 (subalpin), Nährstoffzahl N = 4 (nährstoffreich), Kontinentalitätszahl K = 3 (subozeanisch bis subkontinental).

## Systematik

### Botanische Geschichte
Die Erstbeschreibung erfolgte 1882 unter dem Namen Aconitum cammarum subsp. paniculatum durch Giovanni Arcangeli in Compendio de la Flora Italiana, S. 21. Den in manchen Floren verzeichneten Name Aconitum degenii subsp. paniculatum hat sie durch Walter Mucher's Veröffentlichung in Phyton – Annales Rei Botanicae 1993. Weitere Synonyme für Aconitum degenii Gáyer subsp. paniculatum (Arcang.) Mucher waren: Aconitum paniculatum auct. und Aconitum variegatum subsp. paniculatum (Arcang.) Greuter & Burdet.

### Akzeptiert Systematik
Allerdings ist Aconitum degenii subsp. paniculatum (Arcang.) Mucher ein Synonym von Aconitum degenii Gáyer.